# 鳳山駅 (黄海北道)
鳳山駅（ポンサンえき）は朝鮮民主主義人民共和国黄海北道鳳山郡にある朝鮮民主主義人民共和国鉄道省の駅である。
平釜線と鳳山線の2路線が乗り入れており、分岐駅となっている。

## 歴史
- 1906年4月3日：京義線敷設完成[1]。
- 1908年4月1日：馬洞駅として正式に旅客営業開始[2][3]。
- 日時不明：鳳山駅に改称。

## 隣の駅
朝鮮民主主義人民共和国鉄道省
平釜線
東沙里院駅 - 鳳山駅 - 清渓駅
鳳山線
鳳山駅 - 西鳳山駅